# Scopula subpectinata
Scopula subpectinata là một loài bướm đêm trong họ Geometridae.